# Mikhail Potskhveria
Mikhail Potskhveria (in georgiano მიხეილ პოცხვერია?; in russo Михаил Иванович Поцхверия?, Michail Ivanovič Pocchverija; Kurundus, 12 agosto 1975) è un ex calciatore georgiano, di ruolo attaccante.

## Carriera

### Nazionale
Conta 4 presenze con la nazionale georgiana.